# 顾基发
顾基发（1935年10月—），男，浙江镇海人，中国运筹学和系统工程专家，曾任中国系统工程学会常务理事。